# Uredo amapaensis
Uredo amapaensis é uma espécie de fungo. pertence ao grupo Basidiomycota, e foi descrito pela primeira vez por Joe Fleetwood Hennen e Sotão em 1996.  Uredo amapaensis pertence ao gênero Uredo, ordem Pucciniales, ordem Pucciniomycetes, ordem Basidiomycota, e cogumelo do reino.